# Psara semilaniata
Psara semilaniata là một loài bướm đêm trong họ Crambidae.